# Zaragoza Hurricanes 2018
Questa voce raccoglie le informazioni riguardanti gli Zaragoza Hurricanes nelle competizioni ufficiali della stagione 2018.

## Maschile

### Liga Norte Senior 2018

#### Stagione regolare
| Saragozza 14 gennaio 2018, ore 13:00 | Zaragoza Hurricanes | 21 – 6 (14-0 7-0 0-0 0-6) referto | Cantabria Bisons | Parque Deportivo Ebro |

| Saragozza 20 gennaio 2018, ore 17:30 | Zaragoza Hurricanes | 42 – 0 referto | Oviedo Madbulls | Parque Deportivo Ebro |

| Oviedo 27 gennaio 2018, ore 15:00 | Oviedo Madbulls | 0 – 39 referto | Zaragoza Hurricanes | Instalaciones Deportivas San Lazaro |

| Santander 25 febbraio 2018, ore 16:00 | Cantabria Bisons | 0 – 2 (a tavolino) referto | Zaragoza Hurricanes | IMD Ruth Beitia |

| Saragozza 11 marzo 2018, ore 12:00 | Zaragoza Hurricanes | 21 – 12 referto | Valhalla Towers | Parque Deportivo Ebro |

| Cambre 25 marzo 2018, ore 11:00 | Valhalla Towers | 12 – 14 referto | Zaragoza Hurricanes | Campo de Futbol Dani Mallo |

### Statistiche di squadra
| Competizione      | %Vittorie | In casa | In casa | In casa | In casa | In casa | In casa | In trasferta | In trasferta | In trasferta | In trasferta | In trasferta | In trasferta | Totale | Totale | Totale | Totale | Totale | Totale |
| Competizione      | %Vittorie | G       | V       | N       | P       | Pf      | Ps      | G            | V            | N            | P            | Pf           | Ps           | G      | V      | N      | P      | Pf     | Ps     |
| ----------------- | --------- | ------- | ------- | ------- | ------- | ------- | ------- | ------------ | ------------ | ------------ | ------------ | ------------ | ------------ | ------ | ------ | ------ | ------ | ------ | ------ |
| Stagione regolare | 1.000     | 3       | 3       | 0       | 0       | 84      | 18      | 3            | 3            | 0            | 0            | 55           | 12           | 6      | 6      | 0      | 0      | 139    | 30     |
| Totale            | 1.000     | 3       | 3       | 0       | 0       | 84      | 18      | 3            | 3            | 0            | 0            | 55           | 12           | 6      | 6      | 0      | 0      | 139    | 30     |

## Femminile

### Liga Norte Femenina 2018

#### Stagione regolare
| Vioño de Piélagos 10 febbraio 2018, ore 18:30 | CDE Berserkers | 0 – 46 referto | Zaragoza Hornets | Campo Vimenor |

| Saragozza 25 febbraio 2018, ore 14:00 | Zaragoza Hornets | 39 – 12 referto | Gijón Mariners | Parque Deportivo Ebro |

| Oviedo 11 marzo 2018, ore 12:00 | Oviedo Phoenix | 19 – 18 referto | Zaragoza Hornets | H.F.E. Tensi |

| Gijón 15 aprile 2018, ore 16:00 | Gijón Mariners | 67 – 7 referto | Zaragoza Hornets | C.D. Las Mestas |

| Saragozza 29 aprile 2018, ore 14:00 | Zaragoza Hornets | 6 – 51 referto | Oviedo Phoenix | Parque Deportivo Ebro |

| Saragozza 6 maggio 2018, ore 14:00 | Zaragoza Hornets | – referto | CDE Berserkers | Parque Deportivo Ebro |

### Statistiche di squadra
| Competizione      | %Vittorie | In casa | In casa | In casa | In casa | In casa | In casa | In trasferta | In trasferta | In trasferta | In trasferta | In trasferta | In trasferta | Totale | Totale | Totale | Totale | Totale | Totale |
| Competizione      | %Vittorie | G       | V       | N       | P       | Pf      | Ps      | G            | V            | N            | P            | Pf           | Ps           | G      | V      | N      | P      | Pf     | Ps     |
| ----------------- | --------- | ------- | ------- | ------- | ------- | ------- | ------- | ------------ | ------------ | ------------ | ------------ | ------------ | ------------ | ------ | ------ | ------ | ------ | ------ | ------ |
| Stagione regolare | .400      | 2       | 1       | 0       | 1       | 45      | 63      | 3            | 1            | 0            | 2            | 71           | 86           | 5      | 2      | 0      | 3      | 116    | 149    |
| Totale            | .400      | 2       | 1       | 0       | 1       | 45      | 63      | 3            | 1            | 0            | 2            | 71           | 86           | 5      | 2      | 0      | 3      | 116    | 149    |